# روز همه قدیسین

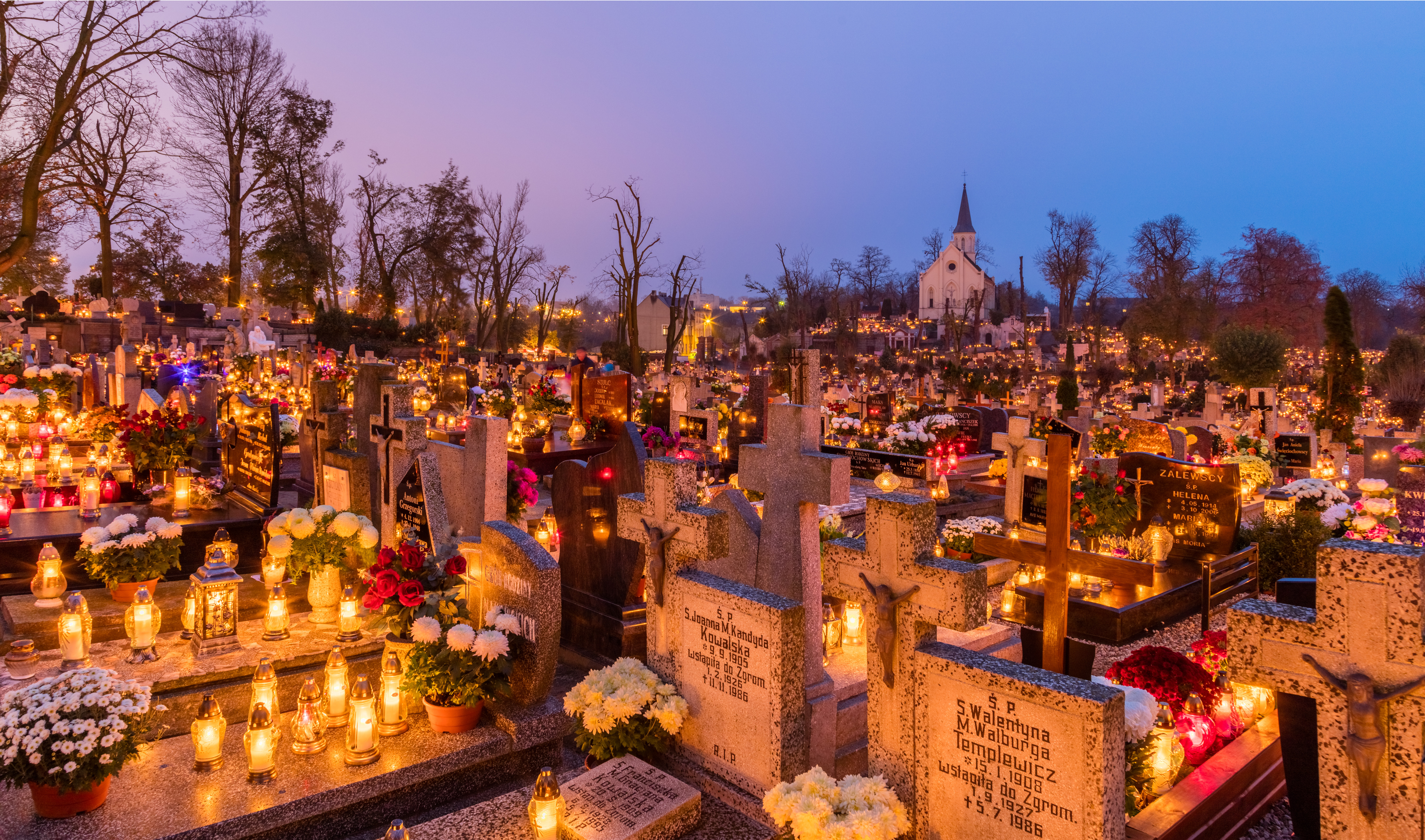
نگاره‌ای از مراسم عید مقدسان در گورستان شهر گینیزنا، لهستان در هنگام شفق صبحگاهی. باورمندان مسیحی در این شب با روشن کردن شمع و گذاشتن گل بر مزار رفتگان، یادشان را گرامی می‌دارند. این مراسم آیینی هرساله در نخستین یکشنبه پس از عید پنجاهه برگزار می‌شود.

روز همه قدیسین (بزرگداشتِ همهٔ مقدسین و جشن همهٔ مقدسین) یک جشنِ بزرگداشت در روز یکم نوامبر توسطِ کلیسای کاتولیک است و در نخستین یکشنبه پس از عید پنجاهه در کلیسای کاتولیک شرقی این جشن به افتخار و بزرگداشتِ همهٔ مقدسینِ شناخته شده و ناشناس و احترام به مردگان برپا داشته می‌شود.

## سرچشمه‌ها
- Glanville، Downey (۱۹۵۶). «The Church of All Saints (Church of St. Theophano) near the Church of the Holy Apostles at Constantinople». Dumbarton Oaks Papers. ۹/۱۰: ۳۰۱–۳۰۵.
- Mershman, Francis (1913). "All Saints' Day" .  In Herbermann, Charles (ed.). Catholic Encyclopedia. New York: Robert Appleton Company.

Attribution
- This article incorporates text from a publication now in the public domain: Chisholm, Hugh, ed. (1911). "All Saints, Festival of". Encyclopædia Britannica (به انگلیسی). Vol. ۱ (11th ed.). Cambridge University Press.

## خوانش بیشتر
Langgärtner, Georg. "All Saints' Day." In The Encyclopedia of Christianity, edited by Erwin Fahlbusch and Geoffrey William Bromiley, 41. Vol. 1. Grand Rapids: Wm. B. Eerdmans, 1999. ISBN 0-8028-2413-7